# Cap-Rouge (Cap-Breton)

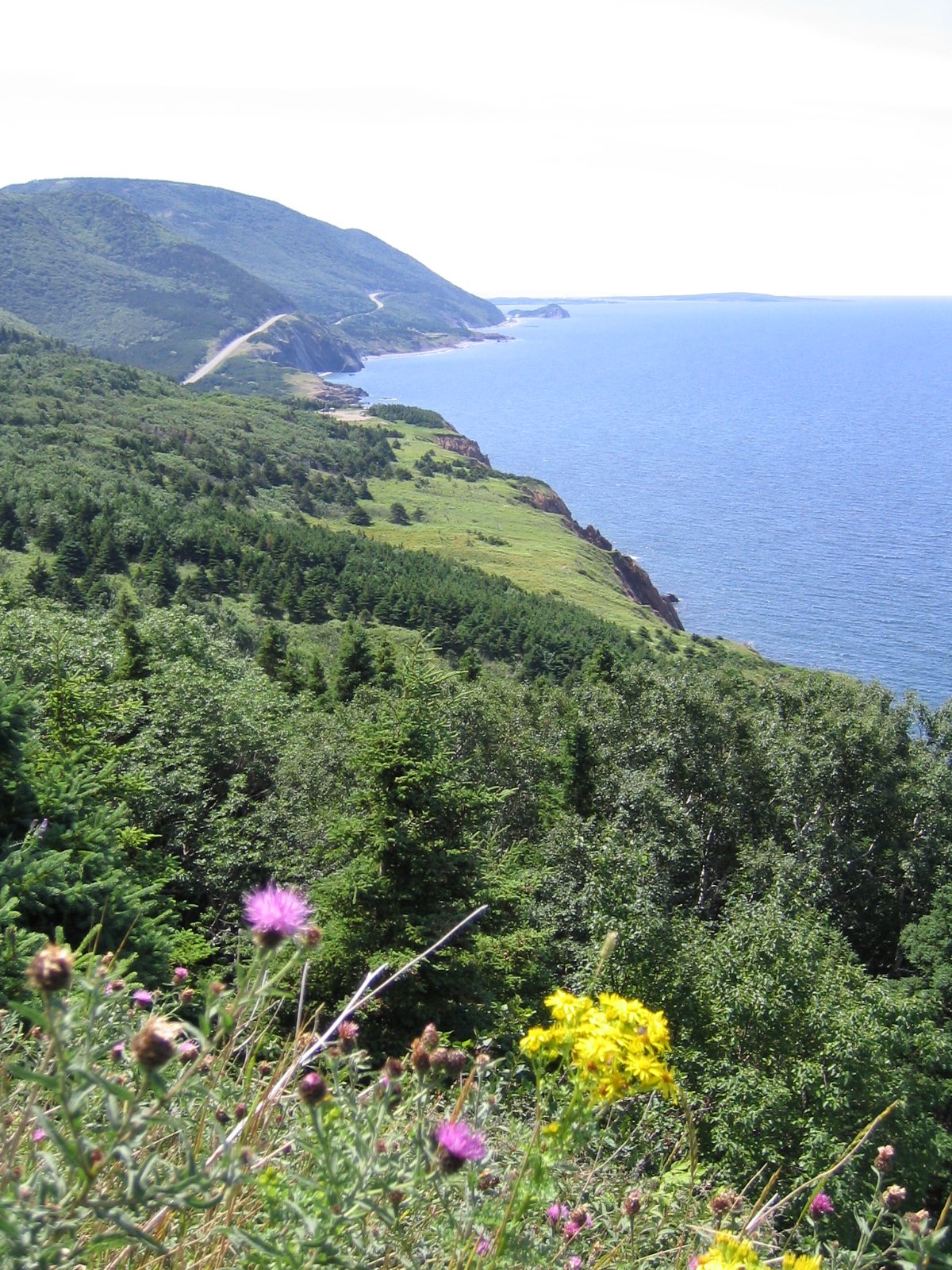
Site de Cape-Rouge de nos jours.

Pour l’article homonyme, voir Cap-Rouge.
Cap-Rouge était un village acadien situé sur l'île du Cap-Breton, au nord de Chéticamp, en Nouvelle-Écosse. Il a été évacué en 1939 lors de la fondation du parc national des Hautes-Terres-du-Cap-Breton, alors que des villages écossais comme Pleasant Bay ont été préservés.